# Hemsbach
Hemsbach (phát âm tiếng Đức: [ˈhɛmsˌbax] ⓘ) là một thị trấn nằm ở huyện Rhein-Neckar-Kreis của bang Baden-Württemberg, Đức.